# Yvon Durelle
Yvon Durelle est un boxeur canadien né le 14 octobre 1929 à Baie-Sainte-Anne, Nouveau-Brunswick, et mort le 6 janvier 2007.

## Début de carrière
Issu d’une famille de 14 enfants, Yvon Durelle grandit dans un petit village acadien de pêcheurs de la côte atlantique : Baie Sainte-Anne. Comme beaucoup de sa génération, il quitte tôt l’école pour travailler comme marin. Dans ses moments libres, Durelle aime boxer et commence à participer à des tournois pendant les week-ends. Surnommé Fighting fisherman, il commence sa carrière professionnelle en 1948, boxant lors de diverses compétitions dans la province du Nouveau-Brunswick. Avec les années, il acquiert la réputation d’un sérieux combattant et ses victoires en font l’un des poids moyens les plus cotés du Canada.

## Les années de compétition
En mai 1953, Durelle gagna le championnat canadien, catégorie mi-lourds lorsque, après avoir défendu son titre et gagné huit fois de suite, il passe en catégorie poids lourds où il rencontra dès son premier combat un adversaire plus lourd et plus fort.
En mars 1957, il est parmi les 10 meilleurs boxeurs mondiaux. En mai, il gagne le titre de l'Empire Britannique, catégorie poids mi-lourds.
En 1958, il bat Clarence Hinnant, connu pour être un des meilleurs boxeurs du moment. Cette victoire donne la possibilité à Durelle de se battre pour le titre mondial. Le 10 décembre 1958, Durelle est opposé à Archie Moore au forum de Montréal, dans l’un des combats les plus mémorables de l’histoire de la boxe professionnelle au Canada que Durelle a perdu.
Six mois plus tard, en juin 1959, Durelle perdit son deuxième combat contre Moore, en partie en raison du désastre d'Escuminac qui avait causé la mort de plusieurs de ses amis. Il abandonna temporairement de 1961 à 1963 la compétition. Il y revint en 1963 pour obtenir deux nouvelles victoires avant de se retirer définitivement du milieu professionnel.

## Fin de carrière
Malgré la réputation du milieu de la boxe comme violent, Durelle était connu comme étant un homme affable et modeste, surnommé « doux ». Malheureusement vers la fin des années 1970, un évènement bouleversera profondément sa vie de famille lorsqu’il tua un homme qui l’avait alors agressé dans le bar qu’il possédait.
Accusé de meurtre, l’affaire est défendue par un jeune avocat du nom de Frank McKenna qui plaidera la légitime défense. Il est acquitté après un procès largement suivi par la presse. La publicité engendrée par ce procès permettra à McKenna de devenir plus tard premier ministre de la province du Nouveau-Brunswick. Retiré dans son village natal, adossé à sa maison fut construit un musée rempli de souvenir de ses vingt ans de carrière. Dans un article pour l'ESPN, Mills Lane a déclaré « je ne pense pas que vous reverrez un jour un duel comme Durelle – Moore… Ce duel était grandiose ».